# Mike Thompson
Charles Michael Thompson, detto Mike (St. Helena, 24 gennaio 1951), è un politico statunitense, membro della Camera dei Rappresentanti per lo stato della California dal 1999.

## Biografia
Nato e cresciuto in California, Thompson studiò all'Università statale della California e prestò servizio in Vietnam con l'esercito.
Entrato in politica con il Partito Democratico, lavorò come collaboratore di Jackie Speier e successivamente nel 1990 venne eletto all'interno della legislatura statale della California. Nel 1998 si candidò alla Camera dei Rappresentanti per il seggio lasciato dal repubblicano Frank Riggs e riuscì ad essere eletto deputato.
Thompson si configura come democratico moderato-centrista ed è membro della Blue Dog Coalition e della New Democrat Coalition. Sposato con Janet, ha due figli.